# Čoltovo
Čoltovo, ungarisch Csoltó (bis 1927 slowakisch „Čoltová“; bis 1888 ungarisch Nagycsoltó) ist eine Gemeinde im Osten der Slowakei mit 470 Einwohnern (Stand 31. Dezember 2024), die zum Okres Rožňava, einem Teil des Košický kraj, gehört.

## Geographie
Die Gemeinde befindet sich am Übergang vom Talkessel Rimavská kotlina (Teil der größeren Einheit Juhoslovenská kotlina) in den Slowakischen Karst, am linken Ufer der Slaná. Das Ortszentrum liegt auf einer Höhe von 199 m n.m. und ist 10 Kilometer von Tornaľa sowie 24 Kilometer von Rožňava entfernt.
Nachbargemeinden sind Bohúňovo (Ortsteil Tiba und Hauptort) im Norden und Nordosten, Dlhá Ves im Osten, Tornaľa im Südosten, Gemerská Panica im Süden und Bretka im Westen. Eine Exklave des Gemeindegebiets bei Gemerská Panica grenzt zudem an die Gemeinde Gemer.

## Geschichte

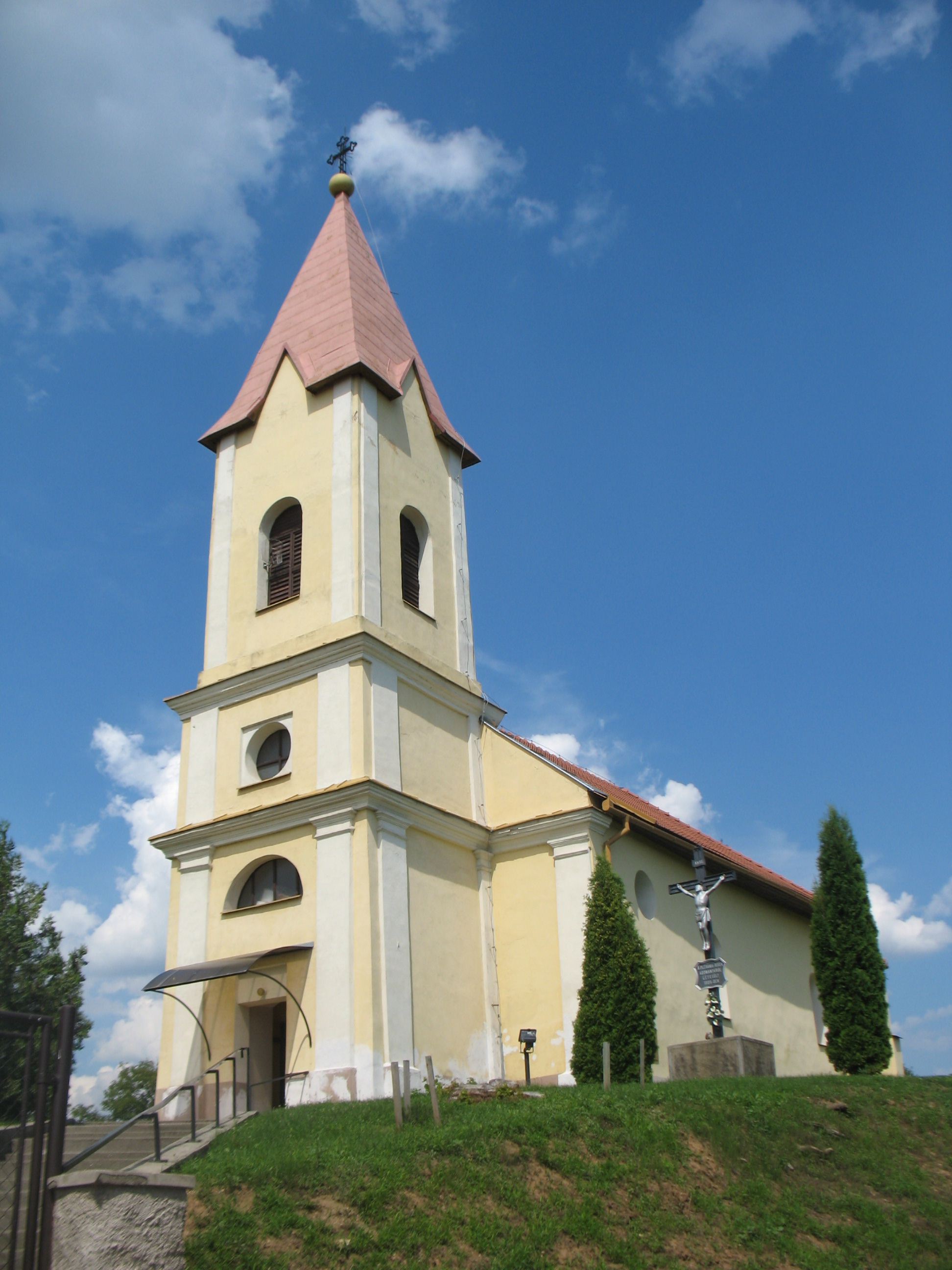
Römisch-katholische Kirche in Čoltovo

Čoltovo wurde zum ersten Mal 1291 als Chokothow schriftlich erwähnt, weitere historische Bezeichnungen sind unter anderen Cholto (1297), Choltow (1327) und Cžoltow (1808). Das Dorf wurde im 12. Jahrhundert gegründet und war Besitz der Familie Csoltoi sowie verwandter Familien. 1566 verwüsteten osmanische Truppen den Ort und die Einwohner flüchteten, eine erneute Zerstörung kam 1682 durch ein polnisch-litauisches Heer. Čoltovo war nunmehr ein Weiler, der 1755 nur noch neun Einwohner hatte, doch wurde später erneut besiedelt. 1828 zählte man 76 Häuser und 563 Einwohner, die als Landwirte und Maurer beschäftigt waren.
Bis 1918/1919 gehörte der im Komitat Gemer und Kleinhont liegende Ort zum Königreich Ungarn und kam danach zur Tschechoslowakei beziehungsweise heute Slowakei. 1938 bis 1944 war er auf Grund des Ersten Wiener Schiedsspruchs noch einmal Teil Ungarns.

## Bevölkerung
| Jahr                | 1994 | 2004     | 2014    | 2024    |
| ------------------- | ---- | -------- | ------- | ------- |
| Anzahl der Personen | 421  | 470      | 484     | 470     |
| Unterschied         |      | +11,63 % | +2,97 % | −2,89 % |

| Jahr                | 2023 | 2024 |
| ------------------- | ---- | ---- |
| Anzahl der Personen | 470  | 470  |
| Unterschied         |      | +0 % |

Nach der Volkszählung 2011 wohnten in Čoltovo 485 Einwohner, davon 417 Magyaren, 52 Slowaken und 10 Roma. Ein Einwohner gab eine andere Ethnie an und fünf Einwohner machten keine Angabe zur Ethnie.
371 Einwohner bekannten sich zur römisch-katholischen Kirche, 29 Einwohner zur reformierten Kirche, 26 Einwohner zur Evangelischen Kirche A. B., sieben Einwohner zu den christlichen Gemeinden, drei Einwohner zu den Zeugen Jehovas, zwei Einwohner zur evangelisch-methodistischen Kirche und ein Einwohner zur jüdischen Gemeinde. Zwei Einwohner bekannten sich zu einer anderen Konfession, 33 Einwohner waren konfessionslos und bei 11 Einwohnern wurde die Konfession nicht ermittelt.

## Baudenkmäler

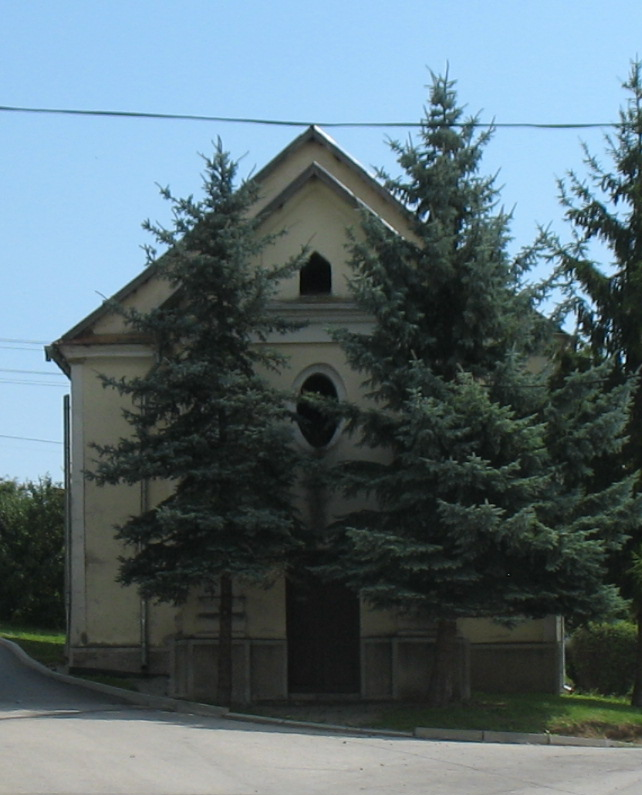
Reformierte Kirche

- reformierte (calvinistische) Toleranzkirche im klassizistischen Stil aus dem Jahr 1783[6]
- römisch-katholische Kirche Mariä Geburt, eine ursprünglich gotische Kirche aus dem frühen 14. Jahrhundert, im 17. Jahrhundert umgebaut und barock gestaltet[7]

## Verkehr
Durch Čoltovo führt die Straße 1. Ordnung 16 zwischen Rimavská Sobota und Rožňava. Die Haltestelle Čoltovo an der Bahnstrecke Bánréve–Dobšiná wird seit 2013 nicht mehr angefahren, die nächsten Bahnhöfe mit regelmäßigem Personenverkehr sind in Tornaľa und Plešivec.